# Discografia di Anitta
La discografia di Anitta, cantante brasiliana, comprende sette album in studio, un album dal vivo, tre EP e oltre centodieci singoli.

## Album

### Album in studio
| Anno | Titolo e dettagli | Classifiche | Classifiche | Classifiche | Classifiche | Classifiche | Classifiche | Classifiche | Certificazioni  |
| Anno | Titolo e dettagli | BRA         | FRA         | IRE         | POR         | SPA         | SWI         | USA Latin   | Certificazioni  |
| --- | --- | ----------- | ----------- | ----------- | ----------- | ----------- | ----------- | ----------- | --------------- |
| 2013 | Anitta - Pubblicato: 3 luglio 2013 - Etichetta: Warner Brasil - Formati: CD, download digitale                                   | 1           | —           | —           | —           | —           | —           | —           | - BRA: Platino  |
| 2014 | Ritmo perfeito - Pubblicato: 3 giugno 2014 - Etichetta: Warner Brasil - Formati: CD, download digitale                           | 2           | —           | —           | —           | —           | —           | —           |                 |
| 2015 | Bang - Pubblicato: 13 ottobre 2015 - Etichetta: Warner Brasil - Formati: CD, download digitale, streaming                        | 3           | —           | —           | —           | —           | —           | —           |                 |
| 2019 | Kisses - Pubblicato: 5 aprile 2019 - Etichetta: Warner Brasil - Formati: Download digitale, streaming                            | ×           | —           | —           | —           | 46          | —           | 16          |                 |
| 2022 | Versions of Me - Pubblicato: 12 aprile 2022 - Etichetta: Warner - Formati: Download digitale, streaming                          | ×           | 55          | —           | —           | 51          | —           | —           | - BRA: Diamante |
| 2024 | Funk Generation - Pubblicato: 26 aprile 2024 - Etichetta: Republic, Universal Latino - Formati: CD, download digitale, streaming | ×           | —           | 36          | 3           | 90          | 71          | —           |                 |
| 2024 | Ensaios da Anitta - Pubblicato: 6 dicembre 2024 - Etichetta: Republic - Formati: CD, download digitale, streaming                | ×           | —           | —           | 49          | —           | —           | —           |                 |
| "—" indica che l'opera non si è classificata o che non è stata pubblicata in quel territorio. "×" indica una classifica non esistente o non pubblicata. | |             |             |             |             |             |             |             |                 |

### Album dal vivo
| Anno | Titolo e dettagli                                                                                 |
| ---- | ------------------------------------------------------------------------------------------------- |
| 2014 | Meu lugar - Pubblicato: 4 giugno 2014 - Etichetta: Warner Brasil - Formati: CD, download digitale |

## Extended play
| Anno | Titolo e dettagli |
| ---- | --- |
| 2018 | Solo - Pubblicato: 9 novembre 2018 - Etichetta: Warner Brasil - Formati: Download digitale, streaming                                             |
| 2022 | À procura da Anitta perfeita - Pubblicato: 30 novembre 2022 - Etichetta: Warner Brasil - Formati: Download digitale, streaming                    |
| 2023 | Funk Generation: A Favela Love Story - Pubblicato: 17 agosto 2023 - Etichetta: Republic, Universal Latino - Formati: Download digitale, streaming |

## Singoli

### Come artista principale

#### Anni 2010
| Anno | Titolo                                                                   | Classifiche | Classifiche | Classifiche | Classifiche | Classifiche | Classifiche | Classifiche | Classifiche | Classifiche | Album di provenienza |
| Anno | Titolo                                                                   | BRA         | ARG         | BEL (WA)    | ITA         | POR         | SPA         | SWI         | USA         | USA Latin   | Album di provenienza |
| --- | ------------------------------------------------------------------------ | ----------- | ----------- | ----------- | ----------- | ----------- | ----------- | ----------- | ----------- | ----------- | -------------------- |
| 2012 | Meiga e abusada                                                          | 41          | ×           | —           | —           | ×           | —           | —           | —           | —           | Anitta               |
| 2013 | Show das poderosas                                                       | 2           | ×           | —           | —           | ×           | —           | —           | —           | —           | Anitta               |
| 2013 | Não para                                                                 | 3           | ×           | —           | —           | ×           | —           | —           | —           | —           | Anitta               |
| 2013 | Zen                                                                      | 1           | ×           | —           | —           | ×           | —           | —           | —           | —           | Anitta               |
| 2014 | Blá blá blá                                                              | 3           | ×           | —           | —           | ×           | —           | —           | —           | —           | Meu lugar            |
| 2014 | Cobertor (feat. Projota)                                                 | 43          | ×           | —           | —           | ×           | —           | —           | —           | —           | Ritmo perfeito       |
| 2014 | Na batida                                                                | 4           | ×           | —           | —           | ×           | —           | —           | —           | —           | Ritmo perfeito       |
| 2014 | Ritmo perfeito                                                           | 2           | ×           | —           | —           | ×           | —           | —           | —           | —           | Ritmo perfeito       |
| 2015 | No meu talento (feat. MC Guimê)                                          | 14          | ×           | —           | —           | ×           | —           | —           | —           | —           | Ritmo perfeito       |
| 2015 | Deixa ele sofrer                                                         | 7           | ×           | —           | —           | ×           | —           | —           | —           | —           | Bang                 |
| 2015 | Bang                                                                     | 9           | ×           | —           | —           | ×           | —           | —           | —           | —           | Bang                 |
| 2016 | Essa mina é louca (feat. Jhama)                                          | 14          | ×           | —           | —           | —           | —           | —           | —           | —           | Bang                 |
| 2016 | Cravo e canela (feat. Vitin)                                             | 34          | ×           | —           | —           | —           | —           | —           | —           | —           | Bang                 |
| 2016 | Sim ou não (feat. Maluma)                                                | 15          | ×           | —           | —           | —           | —           | —           | —           | —           | /                    |
| 2017 | Paradinha                                                                | 3           | ×           | —           | —           | 54          | —           | —           | —           | —           | /                    |
| 2017 | Is That for Me (feat. Alesso)                                            | 41          | ×           | —           | —           | 53          | —           | —           | —           | —           | /                    |
| 2017 | Downtown (con J Balvin)                                                  | 37          | ×           | —           | —           | 7           | 8           | 73          | —           | 14          | /                    |
| 2017 | Vai malandra (con MC Zaac e Maejor feat. Tropkillaz & DJ Yuri Martins)   | 24          | ×           | —           | —           | 4           | —           | —           | —           | —           | /                    |
| 2018 | Machika (con J Balvin e Jeon)                                            | 99          | ×           | 79          | 14          | 32          | 14          | 94          | 116         | 10          | Vibras               |
| 2018 | Indecente                                                                | 41          | ×           | —           | —           | 40          | —           | —           | —           | —           | /                    |
| 2018 | Medicina                                                                 | 27          | 42          | —           | —           | 15          | —           | —           | —           | —           | /                    |
| 2018 | Jacuzzi (con Greeicy)                                                    | —           | 93          | —           | —           | —           | —           | —           | —           | —           | Baila                |
| 2018 | Veneno                                                                   | —           | 96          | —           | —           | 19          | —           | —           | —           | —           | Solo                 |
| 2018 | Não perco meu tempo                                                      | 37          | —           | —           | —           | 70          | —           | —           | —           | —           | Solo                 |
| 2018 | Mala mía (Remix) (feat. Maluma e Becky G)                                | —           | 10          | —           | —           | —           | —           | —           | —           | —           | /                    |
| 2019 | Terremoto (con Kevinho)                                                  | 1           | —           | —           | —           | 4           | —           | —           | —           | —           | /                    |
| 2019 | Bola rebola (con i Tropkillaz e J Balvin feat. MC Zaac)                  | 1           | —           | —           | —           | 12          | —           | —           | —           | 46          | /                    |
| 2019 | Make It Hot (con i Major Lazer)                                          | —           | —           | —           | —           | —           | —           | —           | —           | —           | /                    |
| 2019 | Muito calor (feat. Ozuna)                                                | —           | —           | —           | —           | —           | 60          | 80          | —           | —           | /                    |
| 2019 | Fuego (con DJ Snake e Sean Paul)                                         | —           | —           | 80          | —           | 63          | —           | —           | —           | —           | Carte blanche        |
| 2019 | Explosion (feat. Black Eyed Peas)                                        | —           | —           | —           | —           | —           | —           | —           | —           | —           | /                    |
| 2019 | Some que ele vem atrás (con Marília Mendonça)                            | 2           | —           | —           | —           | 65          | —           | —           | —           | —           | /                    |
| 2019 | Combatchy (con Lexa e Luísa Sonza feat. MC Rebecca)                      | 1           | —           | —           | —           | 25          | —           | —           | —           | —           | /                    |
| 2019 | Meu mel (feat. Melim)                                                    | —           | —           | —           | —           | —           | —           | —           | —           | —           | /                    |
| 2019 | Até o céu (feat. MC Cabelinho)                                           | —           | —           | —           | —           | —           | —           | —           | —           | —           | /                    |
| 2019 | Bellaquita (Remix) (feat. Natti Natasha, Farruko, Dalex e Justin Quiles) | —           | —           | —           | —           | —           | 26          | —           | —           | —           | /                    |
| "—" indica che l'opera non si è classificata o che non è stata pubblicata in quel territorio. "×" indica una classifica non esistente o non pubblicata. |                                                                          |             |             |             |             |             |             |             |             |             |                      |

#### Anni 2020
| Anno                                                                                          | Titolo                                                              | Classifiche | Classifiche | Classifiche | Classifiche | Classifiche | Classifiche | Classifiche | Classifiche | Classifiche | Classifiche | Classifiche | Classifiche | Album di provenienza                 |
| Anno                                                                                          | Titolo                                                              | BRA         | ARG         | BEL (WA)    | CAN         | FRA         | IRE         | ITA         | POR         | SPA         | SWI         | USA         | USA Latin   | Album di provenienza                 |
| --------------------------------------------------------------------------------------------- | ------------------------------------------------------------------- | ----------- | ----------- | ----------- | ----------- | ----------- | ----------- | ----------- | ----------- | ----------- | ----------- | ----------- | ----------- | ------------------------------------ |
| 2020                                                                                          | Jogacão (feat. Psirico)                                             | —           | —           | —           | —           | —           | —           | —           | —           | —           | —           | —           | —           | /                                    |
| 2020                                                                                          | Rave de favela (feat. MC Lan, Major Lazer e Tyshane)                | —           | —           | —           | —           | —           | —           | —           | —           | —           | —           | —           | —           | Music Is the Weapon                  |
| 2020                                                                                          | Tócame (feat. Arcángel e De La Ghetto)                              | —           | —           | —           | —           | —           | —           | —           | 94          | —           | —           | —           | —           | /                                    |
| 2020                                                                                          | Me gusta (feat. Cardi B e Myke Towers)                              | 3           | 59          | 65          | 92          | —           | 63          | —           | 19          | 82          | 56          | 91          | 5           | Versions of Me                       |
| 2021                                                                                          | Loco                                                                | —           | —           | —           | —           | —           | —           | —           | 113         | —           | —           | —           | —           | /                                    |
| 2021                                                                                          | Girl from Rio (solo o feat. DaBaby)                                 | —           | 93          | —           | —           | —           | —           | —           | 40          | —           | —           | —           | —           | Versions of Me                       |
| 2021                                                                                          | Mon Soleil (con Dadju)                                              | —           | —           | 22          | —           | 8           | —           | —           | 86          | —           | —           | —           | —           | Poison ou antidote                   |
| 2021                                                                                          | SexToU (con Rennan da Penha)                                        | —           | —           | —           | —           | —           | —           | —           | —           | —           | —           | —           | —           | /                                    |
| 2021                                                                                          | Faking Love (feat. Saweetie)                                        | —           | —           | —           | —           | —           | —           | —           | 82          | —           | —           | —           | —           | Versions of Me                       |
| 2021                                                                                          | Envolver (solo o con Justin Quiles)                                 | 1           | 13          | 36          | 100         | 53          | 22          | 43          | 2           | 13          | 20          | 70          | 4           | Versions of Me                       |
| 2021                                                                                          | No chão novinha (con Pedro Sampaio)                                 | —           | —           | —           | —           | —           | —           | —           | 4           | —           | —           | —           | —           | Chama meu nome                       |
| 2022                                                                                          | Boys Don't Cry                                                      | 7           | —           | —           | —           | —           | —           | —           | 23          | —           | —           | —           | —           | Versions of Me                       |
| 2022                                                                                          | Dançarina Remix (con Pedro Sampaio, Dadju, Nicky Jam e MC Pedrinho) | —           | —           | —           | —           | 13          | —           | —           | —           | —           | —           | —           | —           | Versions of Me                       |
| 2022                                                                                          | Tudo nosso (con Filipe Ret)                                         | —           | —           | —           | —           | —           | —           | —           | —           | —           | —           | —           | —           | Lume                                 |
| 2022                                                                                          | Tropa (con Luck Muzik)                                              | —           | —           | —           | —           | —           | —           | —           | —           | —           | —           | —           | —           | /                                    |
| 2022                                                                                          | La loto (con Tini e Becky G)                                        | —           | 7           | —           | —           | —           | —           | —           | 151         | 78          | —           | —           | —           | Cupido                               |
| 2022                                                                                          | No más (con Murda Beatz, Quavo, J Balvin e Pharrell)                | —           | —           | —           | —           | —           | —           | —           | —           | —           | —           | —           | —           | /                                    |
| 2022                                                                                          | El que espera (con Maluma)                                          | —           | —           | —           | —           | —           | —           | —           | 105         | —           | —           | —           | —           | Versions of Me                       |
| 2022                                                                                          | Lobby (con Missy Elliott)                                           | —           | —           | —           | —           | —           | —           | —           | 155         | —           | —           | —           | —           | Versions of Me                       |
| 2022                                                                                          | Simply the Best (con i Black Eyed Peas e El Alfa)                   | —           | —           | —           | —           | —           | —           | 95          | —           | —           | —           | —           | —           | Elevation                            |
| 2023                                                                                          | Proibidona (con Gloria Groove e Valesca Popozuda)                   | —           | —           | —           | —           | —           | —           | —           | —           | —           | —           | —           | —           | Futuro fluxo                         |
| 2023                                                                                          | Mais uma (con Zaac e DJ Yuri Martins)                               | —           | —           | —           | —           | —           | —           | —           | 100         | —           | —           | —           | —           | Fé na caminhada                      |
| 2023                                                                                          | Pilantra (con Jão)                                                  | 23          | —           | —           | —           | —           | —           | —           | 23          | —           | —           | —           | —           | /                                    |
| 2023                                                                                          | Nu (con Hitmaker)                                                   | —           | —           | —           | —           | —           | —           | —           | 185         | —           | —           | —           | —           | /                                    |
| 2023                                                                                          | Vai vendo (con MC Ryan SP)                                          | —           | —           | —           | —           | —           | —           | —           | 133         | —           | —           | —           | —           | /                                    |
| 2023                                                                                          | Capitán (con Rvfv e Sfera Ebbasta)                                  | —           | —           | —           | —           | —           | —           | 26          | —           | 100         | —           | —           | —           | /                                    |
| 2023                                                                                          | Funk Rave                                                           | 16          | —           | —           | —           | —           | —           | —           | 27          | —           | —           | —           | —           | Funk Generation: A Favela Love Story |
| 2023                                                                                          | 24 horas (con Papatinho, Kevin o Chris, MC Caverinha e Steve Aoki)  | —           | —           | —           | —           | —           | —           | —           | —           | —           | —           | —           | —           | Baile do Papato                      |
| 2023                                                                                          | Back for More (con i TXT)                                           | 41          | —           | —           | —           | —           | —           | —           | 78          | —           | —           | —           | —           | The Name Chapter: Freefall           |
| 2023                                                                                          | Mil veces                                                           | 22          | —           | —           | —           | —           | —           | —           | 48          | —           | —           | —           | —           | Funk Generation                      |
| 2023                                                                                          | Monstrão (con Dennis)                                               | 73          | —           | —           | —           | —           | —           | —           | —           | —           | —           | —           | —           | /                                    |
| 2023                                                                                          | Bellakeo (con Peso Pluma)                                           | 46          | 21          | —           | —           | —           | —           | —           | 26          | 59          | —           | 53          | 3           | Éxodo                                |
| 2023                                                                                          | Joga pra lua (con Pedro Sampaio e Dennis)                           | 17          | —           | —           | —           | —           | —           | —           | 48          | —           | —           | —           | —           | /                                    |
| 2024                                                                                          | Bota niña (con Bad Gyal)                                            | —           | —           | —           | —           | —           | —           | —           | —           | 86          | —           | —           | —           | La joia                              |
| 2024                                                                                          | Falda y gistros (con Lenny Tavárez e Justin Quiles)                 | —           | —           | —           | —           | —           | —           | —           | —           | —           | —           | —           | —           | /                                    |
| 2024                                                                                          | Double Team (con Brray e Bad Gyal)                                  | 50          | —           | —           | —           | —           | —           | —           | —           | 117         | —           | —           | —           | Funk Generation                      |
| 2024                                                                                          | Um por cento (con Grupo Menos é Mais)                               | —           | —           | —           | —           | —           | —           | —           | —           | —           | —           | —           | —           | Virado no pagode                     |
| 2024                                                                                          | Peligrosa (con Wisin e Shaggy)                                      | —           | —           | —           | —           | —           | —           | —           | —           | —           | —           | —           | —           | Mr. W                                |
| 2024                                                                                          | Na ausência de ti (In assenza di te) (con Tiago Iorc)               | —           | —           | —           | —           | —           | —           | —           | —           | —           | —           | —           | —           | Antes que o mundo acabe              |
| 2024                                                                                          | Posso beijar sua boca? (con Léo Santana)                            | —           | —           | —           | —           | —           | —           | —           | —           | —           | —           | —           | —           | /                                    |
| 2024                                                                                          | La tóxica (con Alejandro Fernández)                                 | —           | —           | —           | —           | —           | —           | —           | —           | —           | —           | —           | —           | Te llevo en la sangre                |
| 2024                                                                                          | Mi amor (con Sam Feldt e Jvke)                                      | —           | —           | —           | —           | —           | —           | —           | —           | —           | —           | —           | —           | /                                    |
| 2024                                                                                          | Aceita                                                              | —           | —           | —           | —           | —           | —           | —           | —           | —           | —           | —           | —           | Funk Generation                      |
| 2024                                                                                          | Alegría (con Tiago PZK ed Emilia)                                   | —           | 3           | —           | —           | —           | —           | —           | —           | 42          | —           | —           | —           | Gotti A                              |
| 2024                                                                                          | Saudade (con Hitmaker)                                              | —           | —           | —           | —           | —           | —           | —           | —           | —           | —           | —           | —           | /                                    |
| 2024                                                                                          | Mania de você                                                       | —           | —           | —           | —           | —           | —           | —           | —           | —           | —           | —           | —           | /                                    |
| 2024                                                                                          | Get Up Bitch! Shake Ya Ass (con Victoria)                           | —           | —           | —           | —           | —           | —           | —           | —           | —           | —           | —           | —           | /                                    |
| 2024                                                                                          | Alibi Pt. 2 (con Sevdaliza e Pabllo Vittar)                         | —           | —           | —           | —           | —           | —           | —           | —           | —           | —           | —           | —           | /                                    |
| 2024                                                                                          | Paradise (con Fat Joe e DJ Khaled)                                  | —           | —           | —           | —           | —           | —           | —           | —           | —           | —           | —           | —           | The World Changed on Me              |
| 2024                                                                                          | São Paulo (con The Weeknd)                                          | 5           | —           | —           | 22          | 18          | 15          | 30          | 1           | 78          | 2           | 43          | —           | Hurry Up Tomorrow                    |
| 2024                                                                                          | Lugar perfeito (con Ivete Sangalo)                                  | —           | —           | —           | —           | —           | —           | —           | —           | —           | —           | —           | —           | Ensaios da Anitta                    |
| 2025                                                                                          | Romeo                                                               | 50          | —           | —           | —           | —           | —           | —           | 129         | —           | —           | —           | —           | /                                    |
| 2025                                                                                          | Bota um funk (con Pedro Sampaio e MC GW)                            | —           | —           | —           | —           | —           | —           | —           | 58          | —           | —           | —           | —           | Astro                                |
| 2025                                                                                          | En 4 (con Kenia Os)                                                 | —           | —           | —           | —           | —           | —           | —           | —           | —           | —           | —           | —           | /                                    |
| "—" indica che l'opera non si è classificata o che non è stata pubblicata in quel territorio. |                                                                     |             |             |             |             |             |             |             |             |             |             |             |             |                                      |

### Come artista ospite
| Anno | Titolo                                                                | Classifiche | Classifiche | Classifiche | Classifiche | Classifiche | Classifiche | Classifiche | Classifiche | Classifiche | Album di provenienza              |
| Anno | Titolo                                                                | BRA         | ARG         | BEL (WA)    | IRE         | ITA         | POR         | SPA         | SWI         | USA Latin   | Album di provenienza              |
| --- | --------------------------------------------------------------------- | ----------- | ----------- | ----------- | ----------- | ----------- | ----------- | ----------- | ----------- | ----------- | --------------------------------- |
| 2015 | Blecaute (Slow Funk) (Jota Quest feat. Anitta e Nile Rodgers)         | 39          | ×           | —           | —           | —           | ×           | —           | —           | —           | Pancadélico                       |
| 2015 | O amor tá aí (con vari artisti)                                       | —           | ×           | —           | —           | —           | ×           | —           | —           | —           | /                                 |
| 2016 | Ginza (Remix) (J Balvin feat. Anitta)                                 | —           | ×           | —           | —           | —           | —           | —           | —           | —           | Energía                           |
| 2016 | Faz parte (Projota feat. Anitta)                                      | —           | ×           | —           | —           | —           | —           | —           | —           | —           | 3Fs (Ao vivo)                     |
| 2017 | Loka (Simone & Simaria feat. Anitta)                                  | 6           | ×           | —           | —           | —           | —           | —           | —           | —           | Duetos                            |
| 2017 | Você partiu meu coracão (Nego do Borel feat. Anitta e Wesley Safadão) | 31          | ×           | —           | —           | —           | 53          | —           | —           | —           | /                                 |
| 2017 | Switch (Iggy Azalea feat. Anitta)                                     | —           | ×           | 63          | —           | —           | 70          | —           | —           | —           | /                                 |
| 2017 | Sua cara (Major Lazer feat. Anitta e Pabllo Vittar)                   | 49          | ×           | —           | —           | —           | 8           | —           | —           | —           | Know No Better                    |
| 2017 | Will I See You (Poo Bear feat. Anitta)                                | —           | ×           | —           | —           | —           | —           | —           | —           | —           | Poo Bear Presents Bearthday Music |
| 2018 | Romance com safadeza (Wesley Safadão feat. Anitta)                    | 14          | ×           | —           | —           | —           | —           | —           | —           | —           | /                                 |
| 2018 | Ao vivo e a cores (Matheus & Kauan feat. Anitta)                      | —           | ×           | —           | —           | —           | 55          | —           | —           | —           | Intesamente hoje!                 |
| 2018 | Fica tudo bem (Silva feat. Anitta)                                    | —           | ×           | —           | —           | —           | 78          | —           | —           | —           | Brasileiro                        |
| 2018 | Perdendo a mão (Seakret feat. Anitta e Jojo Maronttinni)              | —           | ×           | —           | —           | —           | —           | —           | —           | —           | /                                 |
| 2018 | Eu não vou embora (DJ Zullu feat. Anitta)                             | —           | —           | —           | —           | —           | —           | —           | —           | —           | /                                 |
| 2019 | Favela chegou (Ludmilla feat. Anitta)                                 | —           | —           | —           | —           | —           | 64          | —           | —           | —           | Hello mundo                       |
| 2019 | Te lo dije (Natti Natasha feat. Anitta)                               | —           | —           | —           | —           | —           | —           | —           | —           | —           | Iluminatti                        |
| 2019 | R.I.P. (Sofía Reyes feat. Rita Ora e Anitta)                          | —           | 41          | 58          | 69          | —           | 36          | 53          | 56          | 19          | Mal de amores                     |
| 2019 | Pa'lante (Alex Sensation feat. Anitta e Luis Fonsi)                   | —           | —           | —           | —           | —           | —           | —           | —           | —           | /                                 |
| 2019 | Contatinho (Leo Santana feat. Anitta)                                 | —           | —           | —           | —           | —           | 95          | —           | —           | —           | Levada do gigante                 |
| 2019 | Complicado (Vitão feat. Anitta)                                       | —           | —           | —           | —           | —           | 92          | —           | —           | —           | Ouro                              |
| 2020 | Desce pro play (Pa pa pa) (MC Zaac feat. Anitta e Tyga)               | 1           | —           | —           | —           | —           | 7           | —           | —           | —           | /                                 |
| 2020 | Paloma (Fred De Palma feat. Anitta)                                   | —           | —           | —           | —           | 4           | —           | —           | —           | —           | Unico                             |
| 2020 | Tá com o Papato (Papatinho feat. Anitta)                              | —           | —           | —           | —           | —           | —           | —           | —           | —           | /                                 |
| 2020 | Modo turbo (Luísa Sonza e Pabllo Vittar feat. Anitta)                 | 1           | —           | —           | —           | —           | 7           | —           | —           | —           | Só as brabas Doce 22              |
| 2021 | Un altro ballo (Fred De Palma feat. Anitta)                           | —           | —           | —           | —           | 10          | —           | —           | —           | —           | Unico                             |
| 2024 | Looking for Love (Alok feat. Anitta)                                  | —           | —           | —           | —           | —           | —           | —           | —           | —           | /                                 |
| "—" indica che l'opera non si è classificata o che non è stata pubblicata in quel territorio. "×" indica una classifica non esistente o non pubblicata. |                                                                       |             |             |             |             |             |             |             |             |             |                                   |

### Singoli promozionali
| Anno | Titolo  | Album di provenienza |
| ---- | ------- | -------------------- |
| 2025 | Larissa | /                    |

## Altre apparizioni
| Anno | Titolo                   | Altri artisti                | Album di provenienza                                  |
| ---- | ------------------------ | ---------------------------- | ----------------------------------------------------- |
| 2019 | Ugly                     | /                            | UglyDolls (Original Motion Picture Soundtrack)        |
| 2019 | Faz gostoso              | Madonna                      | Madame X                                              |
| 2019 | Little Square UBitchU    | Snoop Dogg                   | I Wanna Thank Me                                      |
| 2019 | Boom Boom                | Akon                         | El Negreeto                                           |
| 2019 | Pantera                  | /                            | Charlie's Angels (Original Motion Picture Soundtrack) |
| 2020 | Contando Lunares (Remix) | Don Patricio, Rauw Alejandro | /                                                     |

## Altri brani entrati in classifica
| Anno                                          | Titolo                                                         | Classifiche | Classifiche | Classifiche | Classifiche | Album di provenienza                 |
| Anno                                          | Titolo                                                         | BRA         | POR         | SPA         | USA Latin   | Album di provenienza                 |
| --------------------------------------------- | -------------------------------------------------------------- | ----------- | ----------- | ----------- | ----------- | ------------------------------------ |
| 2021                                          | Todo o nada (con Lunay)                                        | —           | —           | 85          | 33          | El niño                              |
| 2022                                          | Gata (feat. Chencho Corleone)                                  | —           | 84          | —           | —           | Versions of Me                       |
| 2022                                          | Que rabão (con YG e Kevin o Chris feat. Mr. Catra e Papatinho) | 24          | 19          | —           | —           | Versions of Me                       |
| 2022                                          | Ai papai (con MC Danny e Hitmaker)                             | 11          | 12          | —           | —           | À procura da Anitta perfeita         |
| 2023                                          | Used to Be                                                     | 87          | 198         | —           | —           | Funk Generation: A Favela Love Story |
| 2024                                          | Lose Ya Breath                                                 | 44          | 128         | —           | —           | Funk Generation                      |
| 2024                                          | Grip                                                           | 27          | 82          | —           | —           | Funk Generation                      |
| 2024                                          | Fría                                                           | 57          | 141         | —           | —           | Funk Generation                      |
| 2024                                          | Meme                                                           | 76          | —           | —           | —           | Funk Generation                      |
| 2024                                          | Love in Common                                                 | 96          | —           | —           | —           | Funk Generation                      |
| 2024                                          | Aceita                                                         | 79          | —           | —           | —           | Funk Generation                      |
| 2024                                          | Savage Funk                                                    | 32          | 83          | —           | —           | Funk Generation                      |
| 2024                                          | Cria de favela                                                 | 81          | —           | —           | —           | Funk Generation                      |
| 2024                                          | Puta cara                                                      | 94          | —           | —           | —           | Funk Generation                      |
| 2024                                          | Sabana                                                         | 90          | —           | —           | —           | Funk Generation                      |
| 2024                                          | Ahi (con Sam Smith)                                            | 63          | 130         | —           | —           | Funk Generation                      |
| 2024                                          | Sei que tu me odeia (con MC Danny e Hitmaker)                  | 4           | 11          | —           | —           | Ensaios da Anitta                    |
| "—" indica che l'opera non si è classificata. |                                                                |             |             |             |             |                                      |